# Artista do Povo da URSS

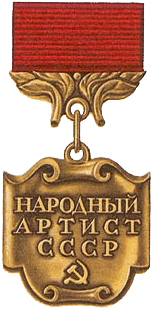
Medalha de Artista do Povo da URSS.

Artista do Povo da URSS (em russo:  Народный артист СССР), às vezes traduzido como Artista Nacional da URSS ou Artista do Povo da União Soviética, foi um título honorífico concedido a pessoas no campo da cultura que tenham realizado uma contribuição excepcional para o desenvolvimento do teatro, do cinema ou da música na União Soviética.
Esse título foi estabelecido em 6 de setembro de 1936, por decreto do Comitê Executivo Central da URSS e adotado a 13 de janeiro de 1937. 
A comenda foi atribuída pela primeira vez em setembro de 1936. As primeiras treze pessoas a recebê-la foram: Constantin Stanislavski, Vladimir Nemirovich-Danchenko, Vasily Kachalov, Ivan Moskvine, Iekaterina Kortchaguina-Alexandrovskaïa, Maria Blumenthal-Tamarina, Antonina Nejdanova, Boris Shchukin, Maria Litvinenko-Wohlgemuth, Panas Saksaganski, Akaki Vassadze, Akaki Khorava e Kouliach Baïsseïtova. 
Até a dissolução da União Soviética, 1.007 pessoas foram condecoradas com esse título. As últimas pessoas a obtê-lo foram Sofia Piliavskaïa e Oleg Yankovski em 1991.

## Nomenclatura e significado

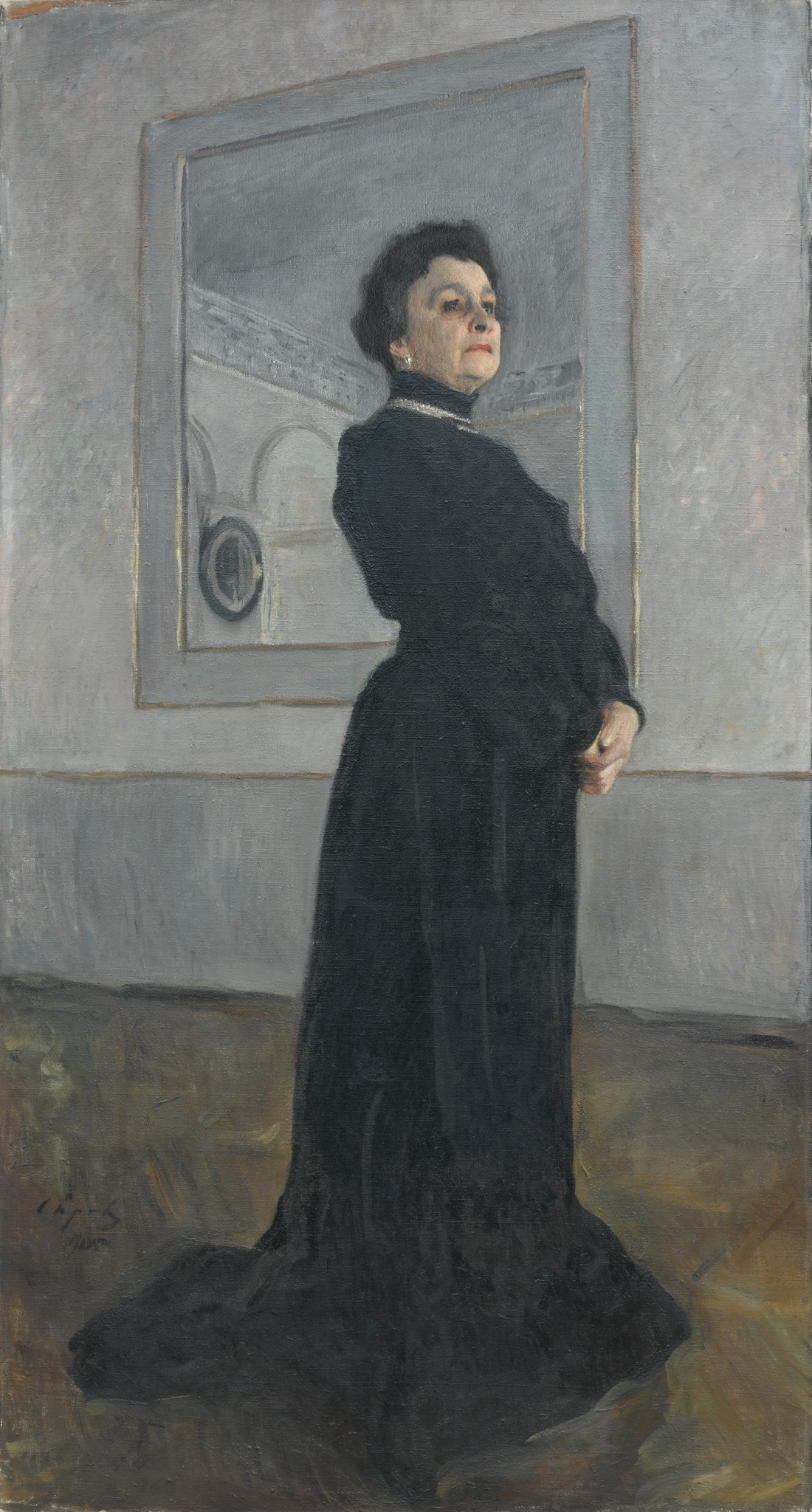
Retrato de Maria Iermolova, reconhecida com a distinção.

O termo reflete dois títulos russos: Народный артист СССР (no feminino, Народная артистка СССР), para premiar os artistas das artes cênicas, e Народный художник СССР, para as artes visuais.
Cada república soviética tinha um prêmio semelhante, que servia como etapa para a comenda nacional.

## Ligação externa
- A academia de artes da Rússia